# اتیلیو گارسیا
اتیلیو گارسیا (انگلیسی: Atilio García؛ ۲۶ اوت ۱۹۱۴ – ۱۲ دسامبر ۱۹۷۳) بازیکن فوتبال اهل آرژانتین بود.
از باشگاه‌هایی که در آن بازی کرده‌است می‌توان به باشگاه فوتبال ناسیونال اروگوئه، باشگاه فوتبال بوکا جونیورز، و باشگاه فوتبال لیورپول (مونته‌ویدئو) اشاره کرد.
وی همچنین در تیم ملی فوتبال اروگوئه بازی کرده‌است.